# Sílvia Lourenço
Sílvia Lourenço (São Paulo, 5 de fevereiro de 1976) é uma atriz brasileira.
Sua estréia no cinema foi em Contra Todos com a personagem Soninha. Participou também dos filmes Bicho de Sete Cabeças e O Cheiro do Ralo. Ao longo da carreira no cinema independente trabalhou com diversos cineastas entre eles: Roberto Moreira, João Jardim, Heitor Dhália, Karim Ainouz, Sérgio Machado, Edu Felistoque e Marcelo Gomes. Além de atuar, Sílvia também trabalha como roteirista e já colaborou em longas como: As Melhores Coisas do Mundo, Uma História de Amor e Fúria, Como Esquecer? Além de assinar os roteiros do longa Bipolar e da série de TV Condomínio Jaqueline.   

## Carreira

### televisão
| Ano  | Título                      | Personagem     | Notas                      |
| ---- | --------------------------- | -------------- | -------------------------- |
| 2008 | Sertão: Veredas             | Diadorim       |                            |
| 2008 | Alice                       | Monique        |                            |
| 2009 | Tudo Novo de Novo           | Bárbara        |                            |
| 2010 | Bipolar                     | Dra Diana      | 1 episódio                 |
| 2013 | As Canalhas                 | Girlene        |                            |
| 2014 | Mais Direitos, Mais Humanos | Apresentadora  | [ 1 ]                      |
| 2015 | Os Experientes              | Neide Toledini | Episódio: Folhas de Outono |
| 2015 | Felizes para Sempre?        | Mayra          |                            |
| 2015 | Sete Vidas                  | Olívia         |                            |
| 2016 | Condomínio Jacqueline       | Sandra         |                            |
| 2017 | Prata da Casa               | Elizabeth      |                            |
| 2018 | Assédio                     | Clarice Sadala | 6 episódios                |

### Cinema
| Ano  | Título                           | Personagem |
| ---- | -------------------------------- | ---------- |
| 2020 | Depois de Ser Cinza              | Manuela    |
| 2020 | Modo Avião                       | Laura      |
| 2018 | Cano Serrado                     | Sílvia     |
| 2017 | Gosto Se Discute                 | Sandra     |
| 2015 | Insubordinados                   | Janete     |
| 2013 | O Homem das Multidões            | Margô      |
| 2011 | Amor?                            | Júlia      |
| 2011 | Coisas Que Não se Pode Comparar  | Clara      |
| 2011 | As Doze Estrelas                 | Tina Lux   |
| 2009 | Quanto Dura o Amor?              | Marina     |
| 2009 | A Mais Forte                     | Marina     |
| 2008 | A Minha Maneira de Estar Sozinho | Melissa    |
| 2007 | Não por Acaso                    | Paula      |
| 2007 | Querô                            | Autoridade |
| 2007 | O Cheiro do Ralo                 | Viciada    |
| 2006 | Faça Sua Escolha                 | Adriana    |
| 2003 | Contra Todos                     | Soninha    |
| 2001 | Bicho de Sete Cabeças            | Dani       |

## Prêmios
- Melhor atriz no Festival de Trieste, por Contra Todos
- Melhor atriz coadjuvante no Festival Cartagena, por Contra Todos
- Melhor atriz no Festival do Rio, por Contra Todos
- Melhor atriz no Festival do Pará, por Contra Todos
- Melhor atriz de cinema Prêmio APCA, por Contra Todos
- Melhor atriz de cinema Prêmio Sesc Melhores do Ano